# Русское сельское хозяйство
«Ру́сское се́льское хо́зяйство» — журнал с сельскохозяйственной тематикой издававшийся в Российской империи.
Периодическое издание «Русское сельское хозяйство» являлось печатным органом Императорского московского общества сельского хозяйства. Журнал выходил в Москве один раз в два месяца (шесть раз в год) в период с 1869 по 1874 год. Начиная с 1874 года, журнал «Русское сельское хозяйство» стал издаваться ежемесячно.
Главным редактором был М. В. Неручев; его соредакторами были: в 1869—1870 годах — И. А Стебут, а в 1871 году — А. П. Людоговский.
В 1869 году было 357 подписчика журнала. В 1870 году подписчиков было 326 человек, в 1871—336; к 1873 году число подписчиков выросло до 366 человек (в их числе 49 членов общества), но к 1876 году упало до 198 человек (среди них только 15 членов общества) и выпуск журнала «Русское сельское хозяйство» было решено прекратить с 1 января 1877 года, а вместо него издавать «Труды Императорского московского общества сельского хозяйства».